# Gyöngybagolyfélék
A gyöngybagolyfélék (Tytonidae) a madarak osztályának bagolyalakúak (Strigiformes) rendjébe tartozó család. 2 nem és 20 faj tartozik a családba.

## Rendszerezés
A család az alábbi nemeket és fajokat foglalja magában:
- Phodilus (I. Geoffroy Saint-Hilaire, 1830) – 3 faj
  - afrikai álarcosbagoly (Phodilus prigoginei)
  - álarcos bagoly (Phodilus badius)
  - tamil álarcosbagoly (Phodilus assimilis) vagy Phodilus badius assimilis

- Tyto (Billberg, 1828) – 26 faj
  - vörhenyes gyöngybagoly vagy madagaszkári gyöngybagoly (Tyto soumagnei)
  - gyöngybagoly (Tyto alba)
    - galápagos-szigeteki gyöngybagoly (Tyto alba punctatissima) – alfaj, több kutató szerint faji szintre emelése indokolt

  - curacaói gyöngybagoly (Tyto bargei)
  - zöld-foki-szigeteki gyöngybagoly (Tyto detorata)
  - sao toméi gyöngybagoly (Tyto thomensis)
  - boang-szigeti gyöngybagoly (Tyto crassirostris)
  - jávai gyöngybagoly (Tyto javanica)
  - serami gyöngybagoly (Tyto almae)
  - amerikai gyöngybagoly (Tyto furcata)
  - hispaniolai gyöngybagoly (Tyto glaucops)
  - karibi gyöngybagoly (Tyto insularis)
  - andamani gyöngybagoly (Tyto deroepstorffi)
  - celebeszi gyöngybagoly (Tyto rosenbergii)
  - ausztráliai gyöngybagoly (Tyto delicatua)
  - sulu-szigeteki gyöngybagoly (Tyto nigrobrunnea)
  - Minahassa gyöngybagoly (Tyto inexpectata)
  - fokföldi gyöngybagoly (Tyto capensis)
  - hosszúszárnyú gyöngybagoly (Tyto longimembris)
  - kormos gyöngybagoly (Tyto tenebricosa)
  - foltos gyöngybagoly (Tyto multipunctata)
  - új-britanniai gyöngybagoly (Tyto aurantia)
  - manus-szigeti gyöngybagoly (Tyto manusi)
  - molukkui gyöngybagoly (Tyto sororcula)
  - ausztrál gyöngybagoly (Tyto novaehollandiae)
  - tasmán gyöngybagoly (Tyto castanops)